# 科松
48°15′21″N 22°27′19″E / 48.25583°N 22.45528°E
科松（烏克蘭語：Косонь），是烏克蘭西部的村莊，隸屬外喀爾巴阡州的貝雷霍韋區。該村始建於1333年，面積4.8平方公里，海拔高度105米，2001年人口2,338，人口密度每平方公里487.29人。